# 로타 엥베리

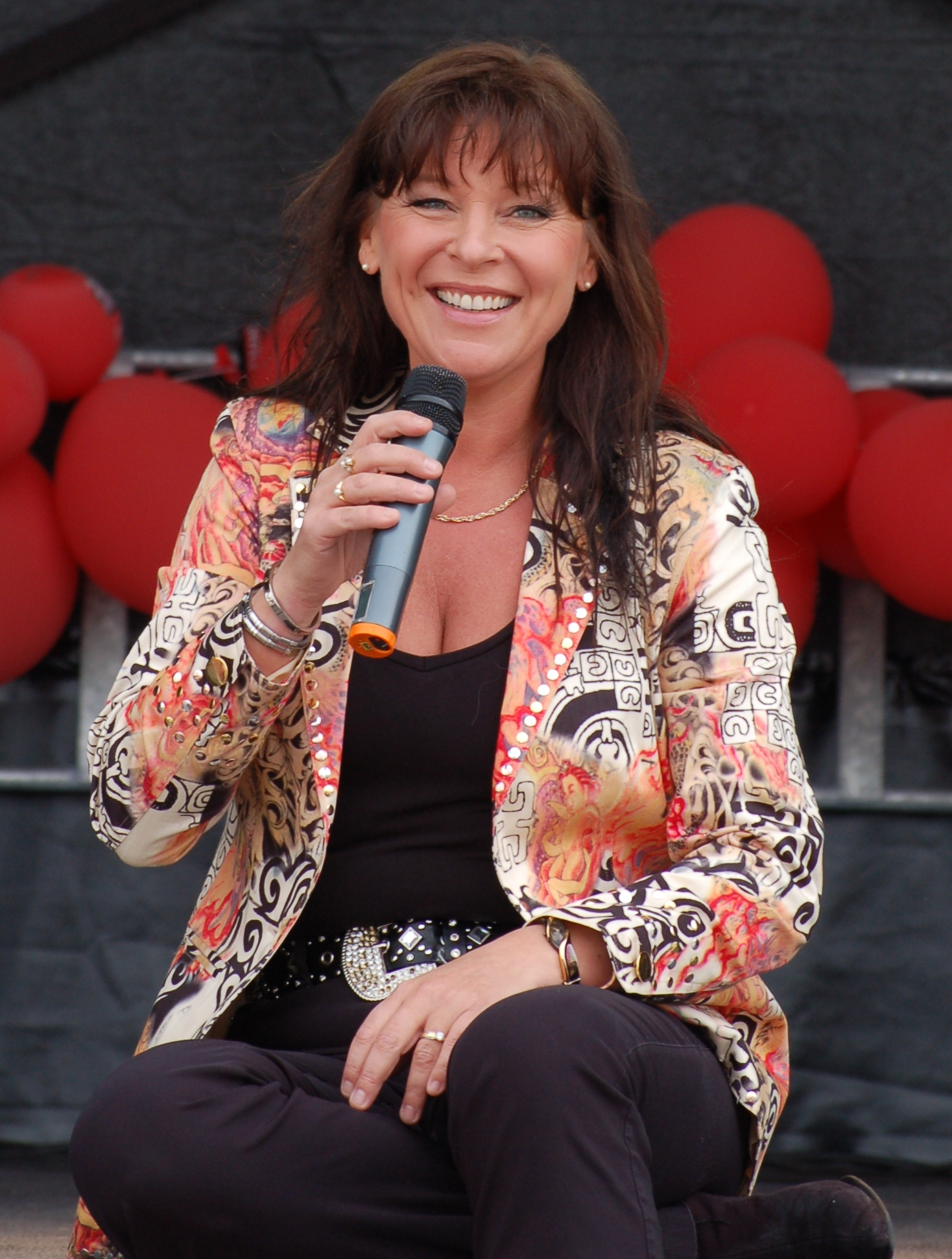
2008년 4월 모습

로타 엥베리(Lotta Engberg, 본명: Anna Charlotte "Lotta" Engberg, 1963년 3월 5일 ~ )는 스웨덴의 가수, 배우, 텔레비전 호스트이다.
유로비전 송 콘테스트 1987에서 스웨덴을 대표하여 Boogaloo라는 노래를 불렀으며 멜로디페스티발렌 1987에서 우승했다. 그 외에도 1984, 1988, 1990, 1996, 2002, 2012년에 멜로디페스티발렌에 도전했다.